# Регейро, Луис
Луис Регейро Пагола (исп. Luis Regueiro Pagola; 1 июля 1908, Ирун, Страна Басков — 6 декабря 1995, Мехико) — испанский футболист, один из самых техничных европейских игроков 1920-х—1930-х гг, признанный мастер комбинационного футбола. Легенда мадридского «Реала» 1930-х гг. В составе национальной сборной Испании достигал четвертьфинальных стадий футбольного турнира Олимпиады 1928 и Чемпионата мира 1934. С началом гражданской войны Регейро и его партнёры по национальной сборной — Хосе Мугуэрса, Исидро Лангара, Гильермо Горостиса, Леонардо Силаурен и Хосе Ирарагорри, — в ряду защитников республики. Участник прореспубликанского турне сборной Страны Басков по Европе, в том числе — знаменитого турне по СССР в 1937 году, её капитан. После падения Бильбао сборная Басконии во главе с Регейро покинула Европу и продолжила деятельность в Северной Америке. Дальнейшая жизнь Регейро связана с Мексикой, в которой он, как и многие футболисты-республиканцы, осел с конца 1930-х гг.

## «Реал Унион» и «Реал Мадрид»
За свою первую команду, «Реал Унион», представлявшую родной для Регейро город Ирун, Луис дебютировал в 16-летнем возрасте, в 1924 году. В числе его партнёров — старший брат, Педро Регейро, а также Рене Пети, знаменитый франко-испанский футболист 1910-х—1920-х гг., ставший для Луиса своего рода наставником. В 1927 году «Реал Унион» выигрывает главный и единственный на тот момент национальный турнир — Кубок Короля, а Луис Регейро впервые вызывается в сборную Испании. В 1931 году по предложению Сантьяго Бернабеу, незадолго до того завершившего карьеру игрока и перешедшего в управленцы, Регейро переходит в мадридский «Реал», и вместе с другими новичками, среди которых Рикардо Самора, Кириако Эррасти, Мануэль Оливарес и Хасинто Кинкосес, в дебютном же сезоне завоёвывает первое чемпионство для королевского клуба. Оказавшийся невероятно талантливым «призыв-1931» с неутомимым Регейро на острие атаки, невзирая на тренерскую чехарду (в 1932—1934 гг. «Реал» трижды менял главного тренера), громит соперников, устанавливает клубные и национальные рекорды, выигрывает второе чемпионство подряд. Регейро неизменно в центре внимания: пресса придумывает ему поэтические прозвища (например, Белый Олень) за уникальную, творческую и элегантную манеру игры, а болельщики восторгаются переписываемым и устанавливаемым рекордам. Некоторые из которых, надо отметить, продержались да второго десятилетия XXI века. Франсиско Бру, возглавивший «Реал» в 1934 году и завоевавший с ним в итоге два национальных кубка, поднимает мадридский клуб на новый уровень, закладывая славные традиции будущего гранда мирового футбола, и вдохновенная игра Регейро — неотъемлемая составляющая этой легендарной команды. Гражданская война положила конец самой романтической эпохе в истории мадридского «Реала».

## Сборная Страны Басков
Футбольный сезон 1935/36 стал последним перед длительным перерывом, связанным с гражданской войной. В мае Регейро выиграл свой последний трофей в составе мадридского клуба, а уже в июле, перед началом так и не состоявшегося сезона 1936/37, блистательная часть его спортивной карьеры закончилась. Регейро и его брат Педро, игравший за «Реал» с 1932 года, солидаризировались с оказавшей ожесточённое сопротивление войскам генерала Франко Страной Басков и покинули Мадрид. Они, как и многие футболисты национальной команды Испании, присоединились к непризнанной сборной, созданной правительством басконской автономии во главе с бывшим игроком «Атлетика Бильбао» Хосе Антонио Агирре для сбора средств в пользу беженцев и семей погибших защитников республики. Ключевая фигура в сборной — Луис Регейро: он и капитан команды, и её пресс-секретарь, и ответственный за пропагандистскую работу. Агитационно-благотворительное турне, организованное непосредственно корреспондентом испанской газеты «Вечер» Аллегрией, началось весной 1937 года во Франции. Тогда же, во время французского этапа турне, Регейро успел поиграть в высшем дивизионе чемпионата Франции за парижский «Расинг», ставший, таким образом, последним европейским клубом в его карьере. Продолжилось турне в Чехословакии, Польше и СССР. Несмотря на то, что спортивное значение поездке басконской сборной придавалось лишь в последнюю очередь, серия её игр против советских команд оказала огромное влияние на развитие футбола в СССР.

Нападение — самая сильная линия. "Её движущая сила, её лидер — капитан команды Луис Регейро — несомненно, сильнейший игрок басков. Регейро… делает игру команды, осуществляет связь между защитой и нападением, отвлекает на себя защиту противника, выкладывает мяч своему крайнему и всё же успевает оказаться в конце комбинации впереди и забить мяч. Всё это делается без суетливости и излишней беготни, точно, быстро и легко. <…>
Капитан, как и наши специалисты, ни словом не обмолвился о тактической безграмотности хозяев. Вместо этого дал пару дружеских советов коллегам по ремеслу. Отметив силу, быстроту и выносливость московских игроков, он пожурил их за слабую игру головой, увлечение индивидуальной игрой, почти полное отсутствие фланговых рейдов и упрямое стремление пробиться к воротам через центр. Поблагодарил хозяев за корректность. Как и Лангара, помянул добрым словом Андреева.
В заключение Регейро посоветовал учиться у англичан. «Учиться можно, наблюдая игру первоклассных команд и, главное, принимая участие в таких встречах. Нужно, чтобы наши друзья вышли на большую международную арену», — поучал испанский капитан.
Может, и неосознанно, Регейро больно ударил ниже пояса. Советы подобного рода заключённым в клетку и не способным её отворить по меньшей мере бестактны.

Отвечая на вопрос корреспондента «Вечерней Москвы» об игре своей команды, Луис Регейро был предельно откровенен: «Должен сказать, что все мы играли далеко не образцово». Не смею заподозрить испанца в кокетстве. Надолго выбитые из футбола войной, плохо тренированные баски, конечно же, не могли показать всего того, что умели. Регейро в отличие от москвичей мог сравнивать. Но и того, что показали, хватило, чтобы свести Москву с ума.— Летопись Акселя Вартаняна
Во время обратного пути баски провели три матча в Норвегии и Дании, а по прибытии в Париж стало известно о захвате франкистами Бильбао. Перед тем, как было принято решение возобновить турне на другом континенте, Регейро продолжил играть в чемпионате Франции за парижский «Расинг». В 1938 году Луис Регейро во главе сборной Страны Басков покинул Европу.

## Мексика
Конечным пунктом турне сборной Страны Басков стала Куба, а новой родиной для беглецов из потерянной Испании оказалась Мексика. Там-то и была преобразована басконская сборная в футбольный клуб «Депортиво Эускади». Приписанная к мексиканской столице новая-старая команда, лидером которой оставался Луис Регейро, в первом же для себя сезоне (1938/39) финишировала второй в мексиканском чемпионате, на тот момент ещё пребывавшим в статусе любительского. В 1939—1942 гг. Регейро играл за другой столичный клуб, «Астуриас», дважды выиграв в его составе Кубок Мексики. В 1942 году стал играющим тренером «Америки», также представляющей Мехико. В 1944 году завершил карьеру игрока, а в 1946-м — покинул должность главного тренера. В дальнейшем Регейро занимался лесным бизнесом. Он окончательно утвердился в стране ацтеков и никогда не выказывал желания вернуться в Испанию.
В 1964 году Луис и Педро Регейро, а также другие экс-игроки сборной Страны Басков встретились с командой Советского Союза, приехавшей на соревнования в Мексику. В числе руководителей советской сборной оказались бывшие соперники басконской команды по турне 1937 года. Первая встреча была организована репортёром мексиканской социалистической газеты и не носила официальный характер. В дальнейшем, на протяжении всего пребывания сборной СССР в Мексике, «бывшие соратники по футболу» неоднократно собирались для совместного просмотра и обсуждения матчей, проходящих в рамках мексиканского «Турнира шести».

Мы обнимаемся по-мексикански, накрест, и, по принятому здесь обычаю, похлопываем друг друга через плечо по спине. Он полысел, чуть-чуть пополнел, но всё тот же жизнерадостный, темноглазый Луис, такой же, как четверть века назад, доброжелательный к людям. <…> Дружеская беседа продолжалась за столом у меня в комнате. У наших друзей остались самые тёплые воспоминания о гостеприимной Москве, величественном Ленинграде, солнечном Тбилиси, древнем Киеве. Они удивили нас своей памятью, когда дружно и стройно пропели на русском языке «Каховку», не пропустив в песне ни одного слова. <…> Дружно живут бывшие «однополчане» по футболу. Смеясь, они подсчитали на пальцах, что у шестерых присутствующих басков растёт тридцать детей. У Луиса в семье «драма»: сын футболист (выступал за институт в тренировочной игре против нашей команды) не слушает советов отца… «Ты папа, играл, когда мяч был четырёхугольный»…
А послушать бывшего капитана басков интересно и полезно. Он не утратил чувства понимания нового. Он признаёт, что класс игры в мировом футболе вырос. Положительно оценивает достоинства бразильской системы. И особое значение отводит организации атаки через фланги. Немало правильных суждений высказал Луис Регейро по поводу игры нашей сборной команды. После каждого выступления в мексиканском турнире он заходил в гостиницу и подробно анализировал просмотренный матч. <…>
Мы нанесли ответный визит баскам. Незадолго до отъезда они нас пригласили «пообедать по-мексикански». Луис как бы продолжает оставаться капитаном команды. Когда он говорит, его с уважением слушают бывшие партнёры. А говорит он хорошие, тёплые слова о том, как сроднила их поездка в нашу страну, как футбол помогает крепить дружбу и взаимопонимание между людьми доброй воли. Говорит он искренне. Так же простосердечно и дружественно реагируют на его слова Лангара, Алонсо, Ларинага, Бласко. Страсть к футболу по-прежнему живёт в сердцах басков. Они постоянные посетители стадиона, пользуются огромной популярностью в Мексике. Однако непосредственно в футболе они не работают. <…>

Луис Регейро с ироническим сожалением показывает на маленький портфельчик, который он носит под мышкой, и говорит: «Полон, но неоплаченными счетами, результативность низкая». Алонсо задарил нас цветными фотографиями с видами Мексики: он пайщик в полиграфическом предприятии. Бласко работает по части изготовления тарной упаковки. Ларинага — по мебельному делу. «Капиталисты», — иронизирует Педро Регейро. Но чувствуется, что за дружным смехом на эту реплику кроется неудовлетворённость, может быть, тоска о несбывшемся желании заниматься любимым делом… — , Андрей Старостин

## Карьера в сборной Испании
Луис Регейро дебютировал за сборную Испании в девятнадцатилетнем возрасте 22 мая 1927 года в товарищеском матче против сборной Франции (1:4), состоявшемся в Париже. На протяжении последующих девяти лет был основным игроком национальной команды. На Олимпийских Играх в Амстердаме Регейро открыл счёт голам за сборную, оформив 30 мая 1928 года дубль в ворота сборной Мексики (итоговый счёт 7:1, на счету Регейро — 1-й и 2-й голы). Отметился забитым голом и на чемпионате мира 1934 в Италии, открыв счёт в четвертьфинальном поединке против хозяев турнира (итоговый счёт 1:1, в переигровке сильнее оказались итальянцы — 0:1). К слову, олимпийский футбольный турнир в Амстердаме также закончился для испанцев на четвертьфинальной стадии, и тоже по милости итальянцев, и опять же в матче-переигровке (после итогового счёта 1:1 в первом матче испанцы были разгромлены в переигровке со счётом 1:7). Всего же на счету Регейро 16 забитых мячей в 26 матчах, в том числе: дубль Мексике (30 мая 1928 года, Олимпиада), дубль Италии (22 июня 1930 года, товарищеский матч), дубль Ирландии (13 декабря 1931 года, товарищеский матч), дубль Болгарии (21 июня 1933 года, товарищеский матч), дубль Португалии (11 марта 1934 года, квалификация чемпионата мира), дубль Австрии (19 января 1936 года, товарищеский матч). Последний гол за национальную команду забил в товарищеском матче против сборной Германии 23 февраля 1936 года. Товарищеский же матч против сборной Швейцарии (0:2), проведённый 3 мая 1936 года, стал последним для Регейро в футболке сборной Испании.

## Награды и достижения
Реал Унион
- Обладатель Кубка Короля: (1) 1927
- Чемпион Гипускоа: (4) 1926, 1928, 1930, 1931

 Реал Мадрид
- Чемпион Испании: (2) 1931/32, 1932/33
- Обладатель Кубка Президента Республики: (2) 1934, 1936
- Чемпион Кастильи и Арагона: (5) 1931/32, 1932/33, 1933/34, 1934/35, 1935/36

 Астуриас
- Обладатель Кубка Мексики: (2) 1939/40, 1940/41

## Интересные факты
- Луис Регейро стал первым игроком мадридского «Реала», поразившим ворота всех соперников в испанской Лиге (сезон 1931/32). Достижение повторено Криштиану Роналду в сезоне 2011/12.
- Луис Регейро стал первым игроком мадридского «Реала», забившим три гола подряд на домашней арене «Барселоны» (1933). Достижение превзойдено Криштиану Роналду в 2012 году.
- Несмотря на то, что Луис не был старшим из братьев Регейро, именно он традиционно именуется в испанских источниках как Регейро I, в то время как его старший брат Педро — Регейро II, а младший Томас — соответственно Регейро III.
- Педро и Луис Регейро вместе играли в четырёх командах: в «Реале» из Ируна, в мадридском «Реале», а также в «Эускади» и «Астуриасе», представляющим Мехико.
- Педро, Луис и Томас Регейро вместе играли в двух командах: в мадридском «Реале» и мексиканском «Астуриасе». Причём если в «Астуриасе» братья Регейро одновременно играли на протяжении двух сезонов, то совместная игра в «Мадриде», куда Томас перешёл ближе к концу сезона 1935/36, ограничилась тремя или четырьмя месяцами 1936 года.